# Region Huancavelica
Region Huancavelica – jeden z 25 regionów w Peru. Stolicą jest miasto Huancavelica.

## Podział administracyjny regionu
Region Huancavelica podzielony jest na 7 prowincji, które obejmują 94 dystrykty.
| Prowincja      | Stolica prowincji | Liczba dystryktów | UBIGEO |
| -------------- | ----------------- | ----------------- | ------ |
| Huancavelica   | Huancavelica      | 19                | 0901   |
| Acobamba       | Acobamba          | 8                 | 0902   |
| Angaraes       | Lircay            | 12                | 0903   |
| Castrovirreyna | Castrovirreyna    | 13                | 0904   |
| Churcampa      | Churcampa         | 10                | 0905   |
| Huaytará       | Huaytará          | 16                | 0906   |
| Tayacaja       | Pampas            | 16                | 0907   |